# Strada statale 432 della Bocca di Magra
La ex strada statale 432 della Bocca di Magra (SS 432), ora strada comunale in Toscana e strada provinciale 432 della Bocca di Magra (SP 432) in Liguria, è una strada provinciale italiana

## Percorso
La strada nasce in territorio toscano, presso l'abitato di Marina di Carrara, ma dopo aver percorso poco più di un chilometro, oltrepassando il torrente Parmignola, entra in territorio ligure, attraversando l'abitato di Marinella di Sarzana. Successivamente entra nel territorio comunale di Ameglia, superando l'abitato di Fiumaretta e terminando il suo percorso nella frazione di Romito Magra (Arcola), attraverso un rondò che la connette con la strada statale 331 di Lerici, la quale prosegue in direzione Lerici - La Spezia, oppure in direzione Sarzana, attraverso la vicina strada statale 1 Via Aurelia.
In seguito al decreto legislativo n. 112 del 1998, dal 2001 la gestione del tratto toscano è passata dall'ANAS alla Regione Toscana che ha provveduto al trasferimento dell'infrastruttura al demanio della Provincia di Massa e Carrara che denominò l'arteria strada provinciale 71 della Bocca di Magra (SP 71); la gestione del tratto ligure è passata alla Regione Liguria che ha provveduto al trasferimento dell'infrastruttura al demanio della Provincia della Spezia.
Nel 2004, il tratto toscano è stato declassato e consegnato al comune di Carrara.